# Egil Gjelland
Egil Gjelland (ur. 12 listopada 1973 w Voss) – norweski biathlonista, dwukrotny medalista olimpijski i wielokrotny medalista mistrzostw świata.

## Kariera
Egil Gjelland dorastał w Voss, zaczął uprawiać biathlon w wieku 15 lat. W drużynie narodowej po raz pierwszy wystąpił w 1995 roku. W zawodach Pucharu Świata zadebiutował 7 grudnia 1995 roku w Östersund, zajmując 17. miejsce w sprincie. Tym samym już w debiucie zdobył pierwsze punkty. Na podium zawodów tego cyklu po raz pierwszy stanął 3 marca 1998 roku w Pokljuce, kończąc rywalizację w biegu indywidualnym na drugiej pozycji. W zawodach tych rozdzielił Niemca Ricco Großa i swego rodaka - Ole Einara Bjørndalena. W kolejnych startach jeszcze sześć razy stawał na podium, odnosząc przy tym jedno zwycięstwo: 17 grudnia 2004 roku w Östersund zwyciężył w biegu pościgowym, wyprzedzając Rosjanina Siergieja Rożkowa i Francuza Raphaëla Poirée. Ostatnie podium w karierze wywalczył 7 stycznia 2005 roku w Oberhofie, gdzie zajął trzecie miejsce w sprincie. Najlepsze wyniki osiągnął w sezonie 2000/2001, kiedy zajął siódme miejsce w klasyfikacji generalnej.
W 1997 roku wystartował na mistrzostwach świata w Pokljuce, gdzie razem z Jonem Åge Tyldumem, Dagiem Bjørndalenem i Ole Einarem Bjørndalenem zajął drugie miejsce w sztafecie. Podczas rozgrywanych rok później mistrzostw świata w Pokljuce/Hochfilzen reprezentacja Norwegii w składzie: Egil Gjelland, Sylfest Glimsdal, Halvard Hanevold i Ole Einar Bjørndalen zwyciężyła w biegu drużynowym.
W kolejnych latach zdobył jeszcze cztery medale w zawodach tego cyklu, wszystkie w sztafecie: brązowy podczas mistrzostw świata w Pokljuce (2001), srebrne podczas mistrzostw świata w Oslo/Lahti (2000) i mistrzostw świata w Oberhofie (2004) oraz złoty na mistrzostwach świata w Hochfilzen (2005). Na ostatniej z tych imprez Norwegowie pobiegli w składzie: Halvard Hanevold, Stian Eckhoff, Egil Gjelland i Ole Einar Bjørndalen, zdobywając pierwszy od 38 lat złoty medal w sztafecie. Najlepszy wynik indywidualny osiągnął podczas MŚ 2001, gdzie był czwarty w sprincie, przegrywając walkę o podium z Halvardem Hanevoldem.
Na igrzyskach olimpijskich w Nagano w 1998 roku razem z Halvardem Hanevoldem, Ole Einarem Bjørndalenem i Dagiem Bjørndalenem zdobył srebrny medal w sztafecie. Zajął tam także trzynaste miejsce w sprincie. Brał też udział w igrzyskach olimpijskich w Salt Lake City cztery lata później, gdzie wraz z Ole Einarem Bjørndalenem, Halvardem Hanevoldem i Frode Andresenem zwyciężył w sztafecie. Był to pierwszy w historii złoty medal olimpijski dla Norwegii w tej konkurencji. W pozostałych startach zajął 16. miejsce w biegu indywidualnym, 24. w sprincie i 15. miejsce w biegu pościgowym.
Jego żoną jest biathlonistka Ann-Elen Skjelbreid, którą poślubił w 2002 roku. Mają jedną córkę, Kristi (ur. 2004). Mieszkają w Fusa, w zachodniej Norwegii. W 2018 roku został trenerem żeńskiej reprezentacji Czech.

## Osiągnięcia

### Igrzyska olimpijskie
| Rok  | Miejscowość    | Konkurencje | Konkurencje | Konkurencje | Konkurencje | Konkurencje | Konkurencje | Konkurencje |
| Rok  | Miejscowość    | IN          | SP          | PU          | MS          | RL          | MR          | SR          |
| ---- | -------------- | ----------- | ----------- | ----------- | ----------- | ----------- | ----------- | ----------- |
| 1998 | Nagano         | –           | 13.         | nd.         | nd.         | 2.          | nd.         | –           |
| 2002 | Salt Lake City | 16.         | 24.         | 15.         | nd.         | 1.          | nd.         | –           |

### Mistrzostwa świata
| Rok  | Miejscowość         | Konkurencje | Konkurencje | Konkurencje | Konkurencje | Konkurencje | Konkurencje | Konkurencje |
| Rok  | Miejscowość         | IN          | SP          | PU          | MS          | RL          | MR          | SR          |
| ---- | ------------------- | ----------- | ----------- | ----------- | ----------- | ----------- | ----------- | ----------- |
| 1996 | Ruhpolding          | 36.         | –           | nd.         | nd.         | 4.          | nd.         | –           |
| 1997 | Osrblie             | –           | –           | –           | nd.         | 2.          | nd.         | –           |
| 1998 | Pokljuka/Hochfilzen | nd.         | nd.         | 36.         | nd.         | nd.         | nd.         | –           |
| 2000 | Oslo/Lahti          | –           | 28.         | 22.         | 21.         | 2.          | nd.         | –           |
| 2001 | Pokljuka            | 14.         | 4.          | 5.          | 15.         | 3.          | nd.         | –           |
| 2002 | Oslo                | nd.         | nd.         | nd.         | 22.         | nd.         | nd.         | –           |
| 2003 | Chanty-Mansyjsk     | 6.          | 14.         | 22.         | 19.         | 4.          | nd.         | –           |
| 2004 | Oberhof             | 35.         | –           | –           | 26.         | 2.          | nd.         | –           |
| 2005 | Hochfilzen          | 17.         | 12.         | 22.         | 28.         | 1.          | nd.         | –           |

### Puchar Świata

#### Miejsca w klasyfikacji generalnej
| Sezon     | Miejsce |
| --------- | ------- |
| 1995/1996 | 29.     |
| 1996/1997 | 47.     |
| 1997/1998 | 27.     |
| 1998/1999 | -       |
| 1999/2000 | 27.     |
| 2000/2001 | 7.      |
| 2001/2002 | 13.     |
| 2002/2003 | 13.     |
| 2003/2004 | 12.     |
| 2004/2005 | 13.     |
| 2005/2006 | 58.     |
| 2006/2007 | 60.     |

#### Miejsca na podium w zawodach chronologicznie
| Lp. | Dzień       | Rok  | Miejscowość | Konkurencja                | Lokata | Pudła   | Czas biegu | Strata  | Zwycięzca            |
| --- | ----------- | ---- | ----------- | -------------------------- | ------ | ------- | ---------- | ------- | -------------------- |
| 1.  | 3 marca     | 1998 | Pokljuka    | Bieg indywidualny na 20 km | 2.     | 0+0+0+0 | 53:51,0    | +2,5    | Ricco Groß           |
| 2.  | 7 stycznia  | 2001 | Oberhof     | Bieg masowy na 15 km       | 2.     | 0+0+2+0 | 40:57,4    | +7,0    | Sven Fischer         |
| 3.  | 12 stycznia | 2001 | Ruhpolding  | Sprint na 10 km            | 3.     | 0+0     | 24:09,6    | +38,8   | Ole Einar Bjørndalen |
| 4.  | 16 marca    | 2001 | Oslo        | Bieg pościgowy na 12,5 km  | 3.     | 0+1+1+1 | 33:13,0    | +1:01,7 | Frode Andresen       |
| 5.  | 8 grudnia   | 2002 | Östersund   | Bieg pościgowy na 12,5 km  | 3.     | 0+0+1+1 | 35:46,4    | +37,1   | Ole Einar Bjørndalen |
| 6.  | 7 grudnia   | 2004 | Östersund   | Bieg pościgowy na 12,5 km  | 1.     | 0+0+1+0 | 34:00,2    | –       | –                    |
| 7.  | 7 stycznia  | 2005 | Oberhof     | Sprint na 10 km            | 3.     | 0+0     | 27:17,3    | +26,8   | Sven Fischer         |